# Municipio de Summit (condado de Burt)
El municipio de Summit (en inglés: Summit Township) es un municipio ubicado en el condado de Burt en el estado estadounidense de Nebraska. En el año 2010 tenía una población de 478 habitantes y una densidad poblacional de 3,07 personas por km².

## Geografía
El municipio de Summit se encuentra ubicado en las coordenadas 41°45′22″N 96°17′31″O / 41.75611, -96.29194. Según la Oficina del Censo de los Estados Unidos, el municipio tiene una superficie total de 155.5 km², de la cual 154,39 km² corresponden a tierra firme y (0,71 %) 1,11 km² es agua.

## Demografía
Según el censo de 2010, había 478 personas residiendo en el municipio de Summit. La densidad de población era de 3,07 hab./km². De los 478 habitantes, el municipio de Summit estaba compuesto por el 99,37 % blancos, el 0,42 % eran afroamericanos y el 0,21 % eran de una mezcla de razas. Del total de la población el 0,21 % eran hispanos o latinos de cualquier raza.